# メルセデス (ウルグアイ)
メルセデス（Mercedes）は、ウルグアイの都市。ソリアノ県の県都である。国道2号線と14号線の交点に位置し、ネグロ川の南岸に位置する。また、コロニア県のコロニア・デル・サクラメントから伸びる21号線の終点でもある。
メルセデスは商業の重要な中心地であり、商業港を持つ。主な産業は農業、酪農製品、製紙などの工業である。メルセデスは1788年に司祭のManuel Antonio de Castro y Careagaによって、Capilla Nueva de las Mercedesとして建設された。メルセデスは1857年7月6日に布告531号によって市に昇格し、またヴィラ・ソリアーノに代わって県都となった。メルセデスのプロムナードは国内で最も美しいもののひとつである。
メルセデスの人口は42,032人（2004年）である。人口推移は以下の通り。
| 年   | 人口   |
| ---- | ------ |
| 1963 | 31,358 |
| 1975 | 34,512 |
| 1985 | 36,701 |
| 1996 | 39,320 |
| 2004 | 42,032 |

ソース: Instituto Nacional de Estadística de Uruguay